# مپریل‌کائین
مپریل‌کائین (به انگلیسی: Meprylcaine) با فرمول شیمیایی C۱۴H۲۱NO۲ یک ترکیب شیمیایی با شناسه پاب‌کم ۴۰۶۵ است. که جرم مولی آن ۲۳۵٫۳۲ g/mol می‌باشد.